# Dio perdoni la mia pistola
Dio perdoni la mia pistola è un film del 1969 diretto da Mario Gariazzo e Leopoldo Savona.

## Trama
Il ranger Johnny Texas Brennan indaga sulla morte di un proprietario terriero, Prescott, accusato di rapina e poi condannato a morte, almeno in apparenza. Brennan si accorge di essere seguito da Clayton, ex tirapiedi di Prescott e scopre che in realtà è stato Clayton a ucciderlo.

## Produzione

### Riprese
Il film è stato girato nel Lazio, con interni negli studi De Paolis ed al villaggio western degli stabilimenti S.C.O ad Ostia.

## Distribuzione
È stato distribuito in Germania Ovest con il titolo Django - Gott vergib seinem Colt.